# Яна Зорґерс
Яна Зорґерс (нім. Jana Sorgers, 4 серпня 1967) — німецька академічна веслувальниця.
Олімпійська чемпіонка 1988, 1996 років у складі парної четвірки.
Чемпіонка світу 1986 (парні четвірки), 1987 (парні четвірки), 1989 (парні двійки), 1990, 1991, 1994, 1995 років у складі парної четвірки.